# جابر بن جباره
جابر بن جبارة العياشي هو أمير ينبع في عهد الدولة السعودية الأولى، وأحد أنصار دعوة الشيخ محمد بن عبد الوهاب الإصلاحية في الحجاز، وابن جبارة العياشي ومسعود بن مضيان الظاهري شاركوا بقيادة معركة وادي الصفراء والتي انتصر فيها السعوديين على الجيش العثماني وأجبرهم على الانسحاب بقيادة طوسون باشا.
جابر بن جبارة ارتبط اسمه بشكل كبير بعملية توحيد الجزيرة العربية ضمن الدولة السعودية الأولى، والذي قاد الانتصار في معركة وادي الصفراء مع مسعود بن مضيان الظاهري لصالح الدولة السعودية الأولى، ضد الحملة العثمانية التي أرسلها محمد علي باشا والي مصر آنذاك.

## نسبه
- ويرجع نسب العيايشة إلى محمد العياشي بن دواس بن همام بن جبارة بن تمام بن علي بن حسن بن محفوظ بن جبارة بن حسن بن عبد الله بن أحمد بن علي بن القاسم بن عبد الله بن محمد بن جبارة بن محمد بن الحسن بن إبراهيم بن إسماعيل بن القاسم بن محمد النفس الزكية بن عبد الله الكامل بن الحسن المثنى بن الحسن بن علي بن أبي طالب[2][3][4]، وقيل بأنهم من ذرية إبراهيم الأزرق بن عبد الله بن الحسن بن إبراهيم قتيل باخمرى بن عبد الله الكامل بن الحسن المثنى بن الحسن بن علي بن أبي طالب، ولكنهم انضموا حلفاً منذ القدم إلى قبيلة جهينة القضاعية، والعيايشة يتواجدون في ينبع النخل وما حولها وفي جدة والمدينة المنورة.[5]

## اختلاف النسابين بعقب محمد النفس الزكية
اختلف النسابون في عقب محمد النفس الزكية:
- فمنهم من عدهم أربعة كفخر الدين الرازي في كتابه الشجرة المباركة،[6]، وكذلك أبو نصر البخاري في كتابه سر السلسلة العلوية في أنساب السادة العلوية،[7]

وهم (عبد الله الأشتر، علي، الطاهر، الحسن).
- وكذلك عدهم أربعة النسابة محمد بن أحمد بن عميد الدين الحسيني النجفي وهو من أعلام القرن التاسع والعاشر الهجري في كتابه بحر الأنساب المسمى بالمشجر الكشاف لأصول السادة الأشراف ص 188 [8] وهم (عبد الله الأشتر، علي، الطاهر، إبراهيم).

- ومنهم من عدهم خمسة كمصعب الزبيري في كتابه نسب قريش [9]

وهم (عبد الله الأشتر، علي، الطاهر، الحسين وقال بعض النسابين الحسن، إبراهيم).
- وكذلك عدهم خمسة ابن سعد المتوفى عام 230 في كتابه الطبقات الكبرى الجزء السابع ص 535 وهم (عبد الله الأشتر، علي، الحسن، الطاهر، إبراهيم).[10]
- ومنهم من عدهم ستة كأبو الحسن علي بن محمد العمري في كتابه المجدي في أنساب الطالبيين، وهم (عبد الله الأشتر، علي، الطاهر، الحسن، إبراهيم، يحيى).[11]
- وكذلك عدهم ستة ابن حزم الأندلسي في كتابه جمهرة أنساب العرب وهم (عبد الله الأشتر، علي، الطاهر، الحسن، إبراهيم، أحمد).[12]
- وذكر النسابة ابن طباطبا وهو إبراهيم بن ناصر ابن طباطبا الذي كان حيا بالقرن الخامس الهجري في كتابه منتقلة الطالبية ص 309 أن ذرية محمد النفس الزكية من الحسن الأعور بن محمد بن عبد الله الأشتر.[13]
- وذكر النسابة شيخ الشرف أبو الحسن محمد بن محمد بن علي العبيدلي المتوفى عام 436 هـ تقريبا (وقيل بعدها) في كتابه تهذيب الأنساب ونهاية الأعقاب ص 35 أن ذرية محمد النفس الزكية من عبد الله الأشتر وحده.[14]
- وذكر ابن الطقطقي المتوفى عام 709 هـ في كتابه الأصيلي في أنساب الطالبيين ص 76 أن ذرية محمد النفس الزكية من عبد الله الأشتر وحده.[15]
- وذكر ابن عنبه المتوفى عام 828 هـ في كتابه عمدة الطالب في أنساب آل أبي طالب ص 96 أن ذرية محمد النفس الزكية من عبد الله الأشتر وحده.[16]

- وذكر النسابة تاج الدين بن محمد بن حمزة المعروف بابن زُهرة الفوعي المتوفى عام 927 هـ  في كتابه غاية الاختصار في البيوتات العلوية المحفوظة من الغبار ص 26 أن ذرية محمد النفس الزكية من عبد الله الأشتر وحده.[17]

- وأيضا ذكر محمد بن الحسين السمرقندي الحسيني المتوفى عام 996 هـ في كتابه تحفة الطالب بمعرفة من ينتسب إلى عبدالله آل أبي طالب ص 22 أن ذرية محمد النفس الزكية من عبد الله الأشتر وحده.[18]

- وذكر النسابة أبي عبد الله حسين بن عبد الله السمرقندي الحسيني المتوفى عام 1043 هـ في كتابه أنساب الطالبيين ص 59 بأن عقب محمد النفس الزكية من عبد الله الأشتر وحده.[19]

- وذكر النسابة عزيز الدين أبي طالب إسماعيل بن الحسين بن محمد المروري الأزورقاني الحسيني المتوفى عام 614 هـ (وقيل بعد عام 614 هـ) في كتابه الفخري في أنساب الطالبيين ص 86 أن ذرية محمد النفس الزكية من عبد الله الأشتر وحده.[20]
- وكذلك عدهم ستة النسابة أبي عبد الله محمد بن محمد بن أحمد الجزي الكلبي الغرناطي المتوفى عام 741 هـ في كتابه الأنوار في نسب آل النبي المختار ص 48 وهم (عبد الله الأشتر، الحسن، الطاهر، علي، أحمد، إبراهيم).[21]
- وذكر النسابة ضامن بن شدقم الحسيني الذي كان حيا عام 1090 هـ في كتابه تحفة الأزهار وزلال الأنهار في أنساب أبناء الأئمة الأطهار ص 334 أن ذرية محمد النفس الزكية من عبد الله الأشتر وحده.[22]

- وذكر النسابة يحيى بن الحسن بن جعفر الحسيني العقيقي المتوفى عام 277 هـ في كتابه المعقبين من ولد الإمام أمير المؤمنين ص 63 أن ذرية محمد النفس الزكية من عبد الله الأشتر وحده.[23]

- وذكر النسابة يحيى بن محمد بن القاسم بن محمد بن إبراهيم طباطبا الحسني المتوفى عام 478 هـ في كتابه أبناء الإمام في مصر والشام ص 87 أن ذرية محمد النفس الزكية من عبد الله الأشتر وحده. [24]

- وذكر النسابة المتأخر جعفر الأعرجي الحسيني المتوفى عام 1332 هـ في كتابه مناهل الضرب في أنساب العرب ص 187 أن ذرية محمد النفس الزكية من عبد الله الأشتر وحده.[25]

- وذكر النسابة المتأخر أبي علامة محمد المؤيدي الحسني اليماني المتوفى عام 1044 هـ في مشجره ص 59 أن ذرية محمد النفس الزكية (عبد الله الأشتر، الحسن، الطاهر، علي، إبراهيم).[26]

- وذكر النسابة المعاصر أحمد ضياء العنقاوي في كتابه معجم أشراف الحجاز في بلاد الحرمين ص 22 أن ذرية محمد النفس الزكية من عبد الله الأشتر وحده باتفاق النسابين.[27]

- ومنهم من عدهم سبعة كنسابوا ومؤرخوا المغرب، وكذلك النسابين المعاصرين مثل مهدي الرجائي الموسوي وأنس الكتبي، وهم (عبد الله الأشتر، علي، الطاهر، الحسن، أحمد، إبراهيم، القاسم).[28][29]

ومما ذُكر في عدد أبنائه أنهم عشرة رجال، وخمس بنات:
- أما الرجال فهم:

1. القاسم بن محمد النفس الزكية وهو الأكبر ومن عقبه زيدان جد ملوك المغرب السعديون والحسن الداخل جد ملوك المغرب العلويين[30]
2. عبد الله الأشتر وبه يكنى، أعقب ولدا يدعى محمد.
3. علي، أمه هو وعبد الله الأشتر (المذكور أعلاه)، هي أم سلمة بنت محمد بن الحسن المثنى بن الحسن بن علي بن أبي طالب
4. الحسن، وقال بعضهم الحسين.
5. الطاهر، أمه فاخته بنت فليح بن محمد بن المنذر بن الزبير بن العوام.
6. إبراهيم
7. أحمد
8. يحيى
9. موسى
10. محمد، ذكره اليماني الموسوي في النفحة، وكذلك الفتوني العاملي في التهذيب.

- أما البنات فهن:

1. فاطمة وزينب أمهما أم سلمة بنت محمد بن الحسن المثنى بن الحسن بن علي بن أبي طالب

- وزاد العمري:

1. أم كلثوم
2. أم سلمة
3. أم علي

## وصلات خارجية
- وثيقة ينبع النخل تختصر قصص المعارك ضد محمد علي باشا

كلمة رئيس اشراف ينبع
https://youtu.be/RWOGAF42Ras